# Lijst van soorten in het geslacht Himantoglossum
Onderstaande lijst omvat een overzicht van de soorten van het orchideeëngeslacht Himantoglossum Spreng. (1826). De lijst omvat de soorten, gekend op april 2019. De soorten die een link hebben, duiden geaccepteerde namen aan. De overige soorten in gewoon lettertype zijn ongeaccepteerde namen.

## A
- Himantoglossum adriaticum
  - Himantoglossum adriaticum f. albiflorum
- Himantoglossum affine
  - Himantoglossum affine subsp. levantinum
  - Himantoglossum affine subsp. samariense
- Himantoglossum x agiansense
- Himantoglossum anthropophorum

## B
- Himantoglossum bolleanum

## C
- Himantoglossum calcaratum
  - Himantoglossum calcaratum subsp. calcaratum
  - Himantoglossum calcaratum subsp. jankae
- Himantoglossum caprinum
  - Himantoglossum caprinum subsp. bolleanum
  - Himantoglossum caprinum var. calcaratum
  - Himantoglossum caprinum subsp. calcaratum
  - Himantoglossum caprinum subsp. caprinum
  - Himantoglossum caprinum var. heldreichii
  - Himantoglossum caprinum subsp. jankae
  - Himantoglossum caprinum subsp. levantinum
  - Himantoglossum caprinum subsp. robustissimum
  - Himantoglossum caprinum var. robustissimum
  - Himantoglossum caprinum subsp. rumelicum
  - Himantoglossum caprinum nothosubsp. samariense
- Himantoglossum comperianum
- Himantoglossum cucullatum

## F
- Himantoglossum formosum

## G
- Himantoglossum galilaeum

## H
- Himantoglossum hircinum (bokkenorchis)
  - Himantoglossum hircinum f. acutum
  - Himantoglossum hircinum subsp. adriaticum
  - Himantoglossum hircinum var. aestivalis
  - Himantoglossum hircinum subsp. affine
  - Himantoglossum hircinum var. affine
  - Himantoglossum hircinum lusus albidum
  - Himantoglossum hircinum var. altum
  - Himantoglossum hircinum var. bracteatum
  - Himantoglossum hircinum f. brevibracteatum
  - Himantoglossum hircinum f. brevilaciniatum
  - Himantoglossum hircinum f. calamistratum
  - Himantoglossum hircinum var. calcaratum
  - Himantoglossum hircinum subsp. calcaratum
  - Himantoglossum hircinum var. caprinum
  - Himantoglossum hircinum subsp. caprinum
  - Himantoglossum hircinum f. coloriglossum
  - Himantoglossum hircinum f. comosum
  - Himantoglossum hircinum var. confusum
  - Himantoglossum hircinum f. divergens
  - Himantoglossum hircinum f. forcipula
  - Himantoglossum hircinum var. heldreichii
  - Himantoglossum hircinum var. hircinum
  - Himantoglossum hircinum var. hirsutum
  - Himantoglossum hircinum lusus inodorum
  - Himantoglossum hircinum monstr. johannae Degen
  - Himantoglossum hircinum f. latisectum
  - Himantoglossum hircinum f. laxiflorum
  - Himantoglossum hircinum f. longelaciniatum
  - Himantoglossum hircinum var. minusculum
  - Himantoglossum hircinum var. obtusum
  - Himantoglossum hircinum var. pendulum
  - Himantoglossum hircinum var. praealtum
  - Himantoglossum hircinum var. pseudocaprinum
  - Himantoglossum hircinum var. pullum
  - Himantoglossum hircinum f. purpureum
  - Himantoglossum hircinum f. thuringiacum
  - Himantoglossum hircinum lusus viridans
  - Himantoglossum hircinum var. viride

## J
- Himantoglossum jankae var. calcaratum
- Himantoglossum jankae subsp. robustissimum
- Himantoglossum jankae subsp. rumelicum
- Himantoglossum jankae var. rumelicum

## L
- Himantoglossum longibracteatum var. gallicum
- Himantoglossum longibracteatum var. siculum

## M
- Himantoglossum metlesicsianum (synoniem: Barlia metlesicsianum)
- Himantoglossum montis-tauri

## P
- Himantoglossum parviflorum

## R
- Himantoglossum robertianum (synoniem: Barlia robertiana) (reuzenorchis)
  - Himantoglossum robertianum f. candidum
  - Himantoglossum robertianum f. gallicum
  - Himantoglossum robertianum f. siculum

## S
- Himantoglossum x samariense
- Himantoglossum satyrioides
- Himantoglossum secundiflorum
- Himantoglossum sieheanum

## V
- Himantoglossum viride

H. adriaticum · 
H. affine · 
H. caprinum · 
H. comperianum · 
H. formosum · 
H. hircinum (Bokkenorchis) · 
H.  metlesicsianum · 
H. montis-tauri · 
H. robertianum (Hyacintorchis)